# Futari no Hokkaido
Futari no Hokkaido (二人の北海道 Futarinohokkaidō?, Hokkaido por Dos) Es el sencillo debut de Country Musume, lanzado el 23 de julio de 1999. Fue lanzado en cantidades limitadas como sencillo no oficial en Hokkaido solamente. Las copias del single venían con una pegatina roja con el número de catálogo y el texto "Hokkaido gentei seisanhin" (北海道 限定生産品; Mercancía de producción limitada de Hokkaido).

## Información
Country Musume nacido por Yoshitake Tanaka tuvo su sencillo debut, sin embargo, Hiromi Yanagihara murió inesperadamente justo antes del lanzamiento, por lo que fue la primera y última canción de las tres primeras integrantes.
Aunque es un lanzamiento indie limitado a Hokkaido, se agotó porque muchos fanáticos de la música lloraron la tragedia de los miembros al comienzo de la venta, y hubo una gran respuesta, por lo que en algunas tiendas de discos en la ciudad de Sapporo se agotó después. una hora en la fecha de lanzamiento. Luego, debido a una avalancha de consultas de todo el país, se decidió aceptar pedidos en las tiendas de discos de todo el país, y en 1999, había registrado 20.000 visitas.

## Lista de canciones
- Futari no Hokkaido
- Morning Gyuunyuu (モーニング牛乳; Leche de la mañana)
- Futari no Hokkaido (Instrumental)

## Miembros presentes
- Azusa (Único sencillo)
- Hiromi (Único Sencillo)
- Rinne

## Lista de canciones
- Sitio de Hello! Project
- UP-FRONT WORKS
- tsunku.net

- Datos: Q3091232